# Biểu tượng (máy tính)
Trong điện toán, biểu tượng (tiếng Anh: icon) là một pictogram hay ideogram hiển thị trên màn hình máy tính để giúp người dùng điều hướng một máy tính. Chính biểu tượng đó là một biểu tượng dễ hiểu của một công cụ phần mềm, chức năng, hay một tập tin dữ liệu, có thể truy cập trên hệ thống và giống như một biển báo giao thông hơn một hình minh họa chi tiết của thực thể mà nó đại diện. Nó có thể phục vụ như một lối tắt hay siêu liên kết điện tử để truy cập chương trình hoặc dữ liệu. Người dùng có thể kích hoạt biểu tượng bằng chuột, con trỏ, ngón tay hoặc lệnh thoại gần đây. Vị trí của chúng trên màn hình, cũng liên quan đến các biểu tượng khác, có thể cung cấp thêm thông tin cho người dùng về việc sử dụng chúng. Khi nhấn vào một biểu tượng, người sử dụng có thể trực tiếp di chuyển vào và thoát khỏi chương trình/chức năng xác định mà không cần biết thêm gì về vị trí hoặc yêu cầu của tệp hoặc mã.

## Quá trình tạo biểu tượng
Do các yêu cầu về thiết kế, việc tạo biểu tượng có thể là một quá trình rất tốn thời gian và tốn kém. Có rất nhiều công cụ tạo biểu tượng được tìm thấy trên Internet, từ các công cụ cấp chuyên nghiệp thông qua các tiện ích đi kèm với các chương trình phát triển phần mềm đến phần mềm miễn phí độc lập. Với sự sẵn có rộng rãi của các công cụ biểu tượng và bộ biểu tượng, một vấn đề có thể phát sinh khi các biểu tượng tùy chỉnh không khớp với các biểu tượng khác có trong hệ thống.

### Công cụ
Các biểu tượng trải qua một sự thay đổi về ngoại hình từ thời kì pixel art đầu 8 bit được sử dụng trước năm 2000 để có vẻ ngoài quang học hơn với các hiệu ứng như làm mềm, làm sắc, mở rộng đường viền, vẻ ngoài bóng bẩy hoặc giống như thủy tinh, hoặc thả bóng được kết xuất bằng các kênh alpha.

### Danh sách công cụ
Đây là danh sách các phần mềm biểu tượng máy tính đáng chú ý.
- Axialis IconWorkshop - Hỗ trợ cả biểu tượng Windows và Mac. (Thương mại, Windows)
- IcoFX - Trình chỉnh sửa biểu tượng hỗ trợ các biểu tượng Windows Vista và Macintosh với tính năng nén PNG (Thương mại, Windows)
- IconBuilder - Plug-in cho Photoshop; tập trung vào Mac. (Thương mại, Windows/Mac)
- Microangelo Toolset - một bộ công cụ (Studio, Explorer, Librarian, Animator, On Display) để chỉnh sửa các biểu tượng và con trỏ Windows. (Thương mại, Windows)

Sau đây là danh sách các ứng dụng đồ họa raster có khả năng tạo và chỉnh sửa biểu tượng:
- GIMP – Trình sửa ảnh hỗ trợ đọc và sửa đổi các tập tin Windows ICO và PNG có thể được chuyển đổi sang tập tin.icns của Mac. (Mã nguồn mở, phần mềm tự do, Đa nền tảng)
- ImageMagick - Chuyển đổi & tạo hình ảnh dòng lệnh có thể được sử đụn để tạo tập tin Windows ICO và PNG có thể được chuyển đổi sang tập tin.icns của Mac. (Mã nguồn mở, phần mềm tự do, Đa nền tảng)
- IrfanView – Hỗ trợ chuyển đổi định dạng tệp đồ họa thành tệp Windows ICO. (Độc quyền, miễn phí cho sử dụng phi thương mại, Windows)
- ResEdit - Hỗ trợ tạo ra tài nguyên biểu tượng hệ điều hành Mac cổ điển. (Độc quyền, đã ngừng, hệ điều hành Mac cổ điển)